# Мерен (Айфель)
Мерен (нім. Mehren) — громада в Німеччині, розташована в землі Рейнланд-Пфальц. Входить до складу району Вульканайфель. Складова частина об'єднання громад Даун.
Площа — 12,95 км2. Населення становить 1413 ос. (станом на 31 грудня 2020).